# Tuffy Leemans

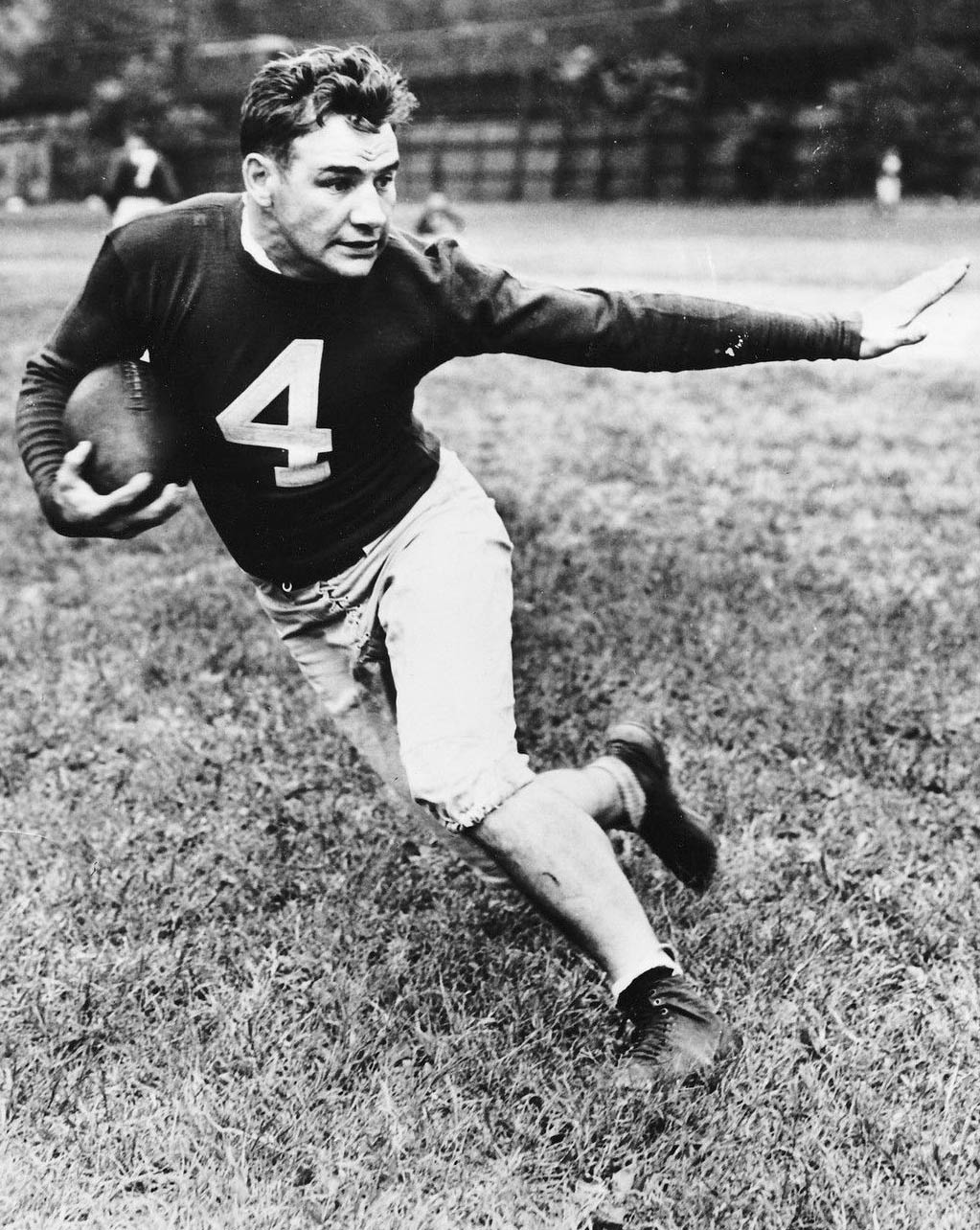

Tuffy Leemans foi um jogador de futebol americano estadunidense que foi campeão da Temporada de 1938 da National Football League jogando pelo New York Giants.